# Vega (Familienname)
Vega ist ein spanischer Familienname.

## Künstlername
- Vega (Sängerin) (Mercedes Mígel Carpio; * 1979), spanische Sängerin
- Vega (Rapper) (Andre Witter; * 1985), deutscher Rapper

## Namensträger

### A
- Agatha Vega (* 1997), venezolanische Pornodarstellerin
- Al Vega (1921–2011), US-amerikanischer Jazzpianist
- Alan Vega (1938–2016), US-amerikanischer Rocksänger
- Alexa Vega (* 1988), US-amerikanische Schauspielerin
- Alexis Vega (* 1997), mexikanischer Fußballspieler
- Alexy Vega (* 1996), honduranischer Fußballspieler
- Amalia de la Vega (1919–2000), uruguayische Sängerin
- Ana de la Vega, australische klassische Flötistin
- Antonio Vega (Fußballspieler, 1985) (José Antonio Vega Ordenes; * 1985), chilenischer Fußballspieler
- Antonio Vega (Fußballspieler, 1992) (Antonio Vega Castro; * 1992), spanischer Fußballspieler
- Antonio Vega Macotela (* 1979), mexikanischer Bildhauer und Mixed-Media-Künstler
- Antonio Vega Tallés (1957–2009), spanischer Sänger, Gitarrist und Komponist
- Arturo Vega (1947–2013), US-amerikanischer Grafikdesigner
- Aurelio de la Vega (1925–2022), US-amerikanischer Komponist

### C
- Carlos Vega (Musikethnologe) (1898–1966), argentinischer Musikethnologe
- Carlos Vega (Schlagzeuger) (1956–1998), amerikanischer Schlagzeuger
- Carlos Nozal Vega (* 1981), spanischer Radrennfahrer
- Cecilio Vega Domínguez (1913–1936), spanischer Oblate der Makellosen Jungfrau Maria
- César Vega (* 1959), uruguayischer Fußballspieler und -trainer
- Charlotte Vega (* 1994), spanisch-britische Schauspielerin

### D
- Daniel Vega (* 1984), argentinischer Fußballtorhüter
- Daniela Vega (* 1989), chilenische Schauspielerin und Sängerin
- Daphne Rubin-Vega (* 1969), panamaisch-amerikanische Schauspielerin
- David Vega Hernández (* 1994), spanischer Tennisspieler
- Devin Vega (* 1998), puerto-ricanischer Fußballspieler

### F
- Ferdinand Vega (1936–2021), puerto-ricanischer Bogenschütze
- Fernando Vega (Maler) (1932–1965), peruanischer Maler
- Fernando Vega (Fußballspieler) (Fernando Vega Torres; * 1984), spanischer Fußballspieler
- Fernando Vega (Leichtathlet) (Fernando Arodi Vega; * 1998), mexikanischer Leichtathlet
- Fernando Arodi Vega (* 1998), mexikanischer Hürdenläufer
- Fernando Dela Vega (1970–2023), deutscher Schauspieler
- Fernando Olivera Vega (* 1958), peruanischer Politiker, siehe Fernando Olivera
- Francesco La Vega (1737–1804), spanischer Archäologe
- Francisco Vega (Fußballspieler) (* 1989), uruguayischer Fußballspieler
- Francisco Vega de Lamadrid (* 1955), mexikanischer Politiker
- Francisco Cajigal de la Vega (1691–1777), spanischer Offizier und Kolonialverwalter
- Francisco Laso de la Vega (1586–1640), spanischer Militär und Kolonialgouverneur

### G
- Georg von Vega (Jurij Vega; 1754–1802), österreichischer Mathematiker und Artillerieoffizier
- Garcilaso de la Vega (1503–1536), spanischer Militär und Dichter
- Gabriel Rosas Vega († 2014), kolumbianischer Politiker
- Gerardo González de Vega (* 1952), spanischer Schriftsteller und Journalist
- Geralee Vega (* 1986), amerikanisch-puerto-ricanische Gewichtheberin
- Germán Vega Campón (1878–1961), spanischer Ordensgeistlicher, römisch-katholischer Prälat von Jataí
- Gonzalo Vega (Schauspieler) (Gonzalo Agustín Vega y González; 1946–2016), mexikanischer Schauspieler
- Gonzalo Vega (Fußballspieler) (Diego Gonzalo Vega Martínez; * 1992), uruguayischer Fußballspieler
- Guillermo Dela Vega Afable (* 1951), philippinischer Geistlicher, Bischof von Digos
- Gustavo Rodríguez Vega (* 1955), mexikanischer Priester

### H
- Héctor Morera Vega (1926–2017), costa-ricanischer Geistlicher
- Herman Braun-Vega (1933–2019), französisch-peruanischer Maler
- Hugo Gutiérrez Vega (1934–2015), mexikanischer Diplomat

### I
- Ignacio Prieto Vega (1923–2008), spanischer Ordensgeistlicher, Bischof von Hwange
- Inca Garcilaso de la Vega (1539–1616), peruanischer Schriftsteller
- Isabel Vega, kolumbianisch-US-amerikanische Dokumentarfilmerin
- Isela Vega (* 1939), mexikanische Schauspielerin

### J
- Janine Pommy Vega (1942–2010), US-amerikanische Dichterin
- Jerome Vega (* 1995), puerto-ricanischer Hammerwerfer
- Jesús Tadeo Vega (* 1994), mexikanischer Leichtathlet
- Jorge de la Vega (Maler) (1930–1971), argentinischer Maler
- Jorge de la Vega (Flötist), argentinischer Flötist
- Jorge Vega (Turner) (Jorge Alfredo Vega López; * 1995), guatemaltekischer Turner
- Jorge Patricio Vega Velasco (* 1957), chilenischer Ordensgeistlicher, Bischof von Valparaíso
- José María de Peralta y La Vega (1763–1836), costa-ricanischer Politiker, Präsident 1823
- Joseph de la Vega (1650–1692), Schriftsteller und Geschäftsmann
- Juan de la Vega (Fußballspieler) (Juan Alberto de la Vega Durand; * 1934), peruanischer Fußballspieler
- Juan B. Rojo de la Vega (1889–1945), mexikanischer Diplomat
- Juan Leonardo Vega (1946–2009), argentinischer Basketballspieler
- Juan Manuel de Villena de la Vega († 1543), kastilischer Adliger und Politiker
- Jurij Vega (1754–1802), österreichischer Mathematiker und Artillerieoffizier, siehe Georg von Vega

### L
- Lope de Vega (1562–1635), spanischer Dichter
- Lorenzo García Vega (1926–2012), kubanischer Schriftsteller
- Luis de Vega (um 1496–1562), spanischer Architekt
- Luis de la Vega (Basketballspieler) (Luis Ignacio de la Vega Leija; 1914–1974), mexikanischer Basketballspieler
- Luis Vega (Mathematiker) (* 1960), spanischer Mathematiker
- Luis Vega (Fußballspieler) (Luis Fernando Vega Villacorta; * 2002), honduranischer Fußballspieler
- Luis Alberto de la Vega (* 1988), mexikanischer Eishockeyspieler
- Luis Calderón Vega (1911–1989), mexikanischer Politiker und Autor
- Lydia de Vega (1964–2022), philippinische Leichtathletin

### M
- Makenzie Vega (* 1994), US-amerikanische Schauspielerin
- Manolo de Vega (1942–2015), spanischer Komiker und Sänger
- Marcelo Vega (* 1971), chilenischer Fußballspieler
- María Antonia García de la Vega (* 1956), spanische Fotografin
- María Estela Vega Cornejo, früherer Name von Nina Pacari (* 1961), ecuadorianische Politikerin
- María Teresa Fernández de la Vega (* 1949), spanische Politikerin (PSOE)
- Mario Eusebio Mestril Vega (* 1940), kubanischer Geistlicher, Bischof von Ciego de Ávila
- Melchor Portocarrero Lasso de la Vega (1636–1705), spanischer Kolonialverwalter

### O
- Óscar Vega (* 1965), spanischer Politiker

### P
- Pablo Muñoz Vega (1903–1994), ecuadorianischer Ordensgeistlicher, Erzbischof von Quito
- Pablo Antonio Vega Mantilla (1919–2007), nicaraguanischer Geistlicher, Bischof von Juigalpa
- Pastor Vega (1940–2005), kubanischer Regisseur
- Patryk Vega (Patryk Krzemieniecki; * 1977), polnischer Regisseur, Drehbuchautor und Filmproduzent
- Paulina Vega (Tischtennisspielerin) (* 1984), chilenische Tischtennisspielerin
- Paulina Vega (Model) (* 1993), kolumbianisches Model und Fernsehmoderatorin
- Paz Vega (* 1976), spanische Schauspielerin
- Pedro De la Vega (* 2001), argentinischer Fußballspieler
- Pilar Vega (* 1993), Schweizer Psychologin, Sängerin

### R
- Ray Vega (* 1961), US-amerikanischer Jazztrompeter
- Rómulo Díaz de la Vega (1800–1877), mexikanischer Politiker
- Rubén Vega (* 1989), argentinischer Biathlet
- Ramon Vega (* 1971), Schweizer Fußballspieler
- Ramón Vega (1939–2007), puerto-ricanischer Sprinter
- Renny Vega (* 1979), venezolanischer Fußballtorhüter

### S
- Sabrina Vega (Turnerin) (* 1995), US-amerikanische Turnerin
- Sabrina Vega Gutiérrez (* 1987), spanische Schachspielerin
- Scott de la Vega, US-amerikanischer Anwalt
- Sergio Vega (Sänger) (1969–2010), mexikanischer Musiker
- Sergio Vega (Bassist) (* 1970), US-amerikanischer Metal-Bassist
- Suzanne Vega (* 1959), US-amerikanische Sängerin

### T
- Teodoro Vega (* 1976), mexikanischer Langstreckenläufer
- Tony Vega (* 1957), puerto-ricanischer Sänger

### V
- Ventura de la Vega (1807–1865), spanischer Dramenautor und Librettist

### Z
- Zelina Vega (* 1990), amerikanische Wrestlerin

## Fiktive Figuren
- Don Diego de la Vega, eigentlicher Name der Romanfigur Zorro
- Vincent Vega, Figur im Film Pulp Fiction